# Michał Cwynar
Michał Cwynar (ur. 14 listopada 1915 w Orzechówce k. Krosna, zm. 26 maja 2008 w Dumfries) – kapitan pilot Polskich Sił Powietrznych w Wielkiej Brytanii, as myśliwski, kawaler Orderu Virtuti Militari. Brat Stanisława Cwynara, dowódcy dywizjonu 300.

## Życiorys
Syn Jana i Marii prowadzących gospodarstwo rolne. W Brzozowie uczęszczał do gimnazjum państwowego. W 1933, po ukończeniu czterech klas, wstąpił do Szkoły Podoficerów Lotnictwa dla Małoletnich w Bydgoszczy, którą ukończył jako mechanik lotniczy. Wiosną 1935 w Wojskowym Obozie Szybowcowym odbył szkolenie szybowcowe. Od maja 1937 odbywał przeszkolenie myśliwskie w Wyższej Szkole Pilotażu w Grudziądzu, po jego zakończeniu otrzymał przydział do 114 eskadry myśliwskiej, gdzie latał na P.11. Od 6 grudnia 1938 w 113 eskadrze myśliwskiej. W maju 1938 został wcielony do Eskadry KOP, której zadaniem była osłona budowy umocnień na Polesiu przed radzieckimi samolotami rozpoznawczymi. W lipcu 1939 wszedł w skład zasadzki myśliwskiej stacjonującej na lotnisku polowym pod Osowcem, jednak nie doszło do przechwycenia niemieckich samolotów rozpoznawczych.
1 września zestrzelił Junkersa Ju 87, który atakował lotnisko Okęcie. W kolejnych dniach brał udział w walkach powietrznych prowadzonych przez Brygadę Pościgową. po napaści ZSRS na Polskę 17 września przekroczył granicę z Rumunią. Udało mu się uniknąć internowania i z portu w Konstancy odpłynął na pokładzie greckiego statku „Patris”. Przez Bejrut dotarł 29 października 1939 do Francji. Został skierowany na Lotnisko Lyon Bron, gdzie przeszedł przeszkolenie na sprzęcie francuskim. Został przydzielony do klucza dowodzonego przez Wieńczysława Barańskiego. Latał na Caudron CR.714, Morane-Saulnier MS.406 oraz Dewoitine D.520. Walczył w składzie GC III/6. Po upadku Francji przeleciał Dewoitinem D.520 do Algieru. 17 lipca 1940 dotarł do Wielkiej Brytanii. Wstąpił do Polskich Sił Powietrznych, otrzymał numer służbowy RAF P-1903. W październiku odbył dwutygodniowe szkolenie w 15 Elementary Flying Training School (EFTS), następnie został przydzielony jako pilot do 10 Bomber and Gunner School (BBS). W marcu 1941 odbył przeszkolenie myśliwskie w 55 Operational Training Unit (OTU).

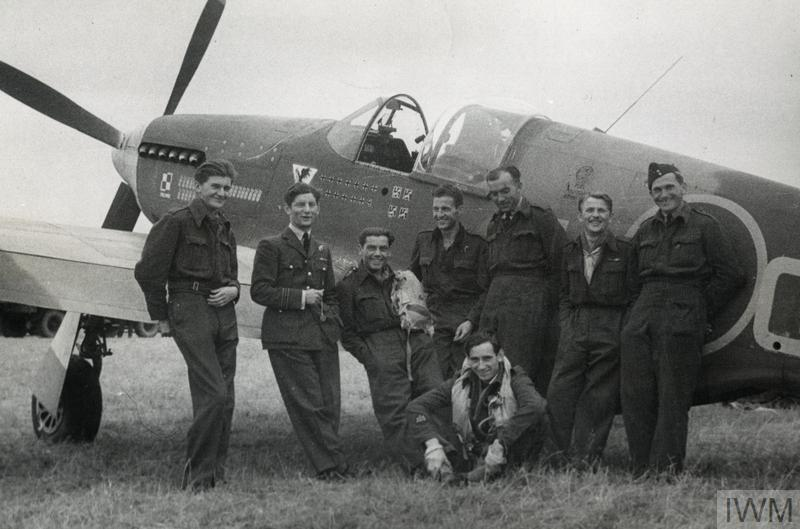
Personel dywizjonu 315. Michał Cwynar drugi od prawej

15 kwietnia 1941 r. przydzielony do 315 „Dęblińskiego” dywizjonu myśliwskiego. 14 sierpnia 1941 zestrzelił Bf 109, kolejnego 16 września 1941. 1 czerwca 1942 otrzymał promocję na stopień podporucznika. 3 lutego 1943 pilotując Spitfire IX zestrzelił Focke-Wulfa Fw 190 w rejonie Calais. 5 maja 1943 został przeniesiony na odpoczynek do 58 OTU w Balado Bridge. Do dywizjonu 315 wrócił 20 listopada 1943. Od kwietnia 1944 po przezbrojeniu dywizjonu latał na Mustangach III, a od 7 czerwca 1944 pełnił stanowisko dowódcy eskadry „B”. 30 lipca 1944 brał udział w eskorcie Beaufighterów z dywizjonu RCAF nad Norwegię. 6 lipca 1945 objął dowództwo 316 „Warszawskiego” dywizjonu myśliwskiego, pełnił tę funkcję do 10 września. Później pełnił funkcje sztabowe w dowództwie 3 Polskiego Skrzydła Myśliwskiego.
Zdemobilizował się w grudniu 1948, nie zdecydował się na powrót do Polski. Osiedlił się w Dumfries w Szkocji, gdzie założył własną firmę tapicerską. 3 kwietnia 1950 otrzymał brytyjskie obywatelstwo. Zmarł 26 maja 2008 w Dumfries.

## Zwycięstwa powietrzne
Na liście Bajana zajmuje 32. pozycję z wynikiem 5 i 1/2 zestrzeleń pewnych, 1 prawdopodobnym.
Zestrzelenia pewne:
- Ju 87 – 1 września 1939
- Bf 109 – 14 sierpnia 1941
- Bf 109 – 16 września 1941
- Fw 190 – 3 lutego 1943
- Bf 109 – 30 lipca 1944
- 1/2 Bf 109 – 30 lipca 1944 (wspólnie z ppor. Gwidonem Świstuniem)

Zestrzelenia prawdopodobne:
- Bf 110 – 3 września 1939

## Ordery i odznaczenia
- Krzyż Srebrny Orderu Virtuti Militari nr 8594
- Krzyż Walecznych – czterokrotnie
- Medal Lotniczy – dwukrotnie
- Srebrny Krzyż Zasługi z Mieczami
- brytyjski Distinguished Flying Cross
- Aircrew Europe Star
- Croix de Guerre
- 1939-1945 Star.